# جوانان سرخ (نروژ)
جوانان سرخ (نروژی: Rød Ungdom)، با حروف اختصاری: (RU) سازمان جوانان حزب سرخ است.
 جوانان سرخ، یک سازمان متشکل از جوانان انقلابی نروژی است که بیشتر تحت عنوان جوانان مارکسیست-لنینیست، شناخته می‌شوند. این سازمان ابتدا در سال ۱۹۶۳م، تحت عنوان انجمن جوانان حزبی به نام: «حزب سوسیالیست خلق» تشکیل شد. اما در سال ۱۹۶۹م، از این حزب جدا شد. نام فعلی مربوط به سال ۱۹۷۳م، است؛ یعنی زمانی که انجمن جوانان مارکسیست-لنینیست، به حزب سابق  کمونیست کارگری پیوست. در سال ۲۰۰۷م، بعد از تشکیل حزب سرخ در نروژ، سازمان جوانان سرخ نیز به این حزب ملحق شد.